# М'якотівська сільська рада
М'яко́тівська сільська́ ра́да — колишній орган місцевого самоврядування в Ізяславському районі Хмельницької області. Адміністративний центр — село М'якоти.

## Загальні відомості
М'якотівська сільська рада утворена в 1944 році.
- Територія ради: 67,116 км²
- Населення ради: 2 367 осіб (станом на 2001 рік)
- Територією ради протікає річка Гутиська

## Населені пункти
Сільській раді підпорядковані населені пункти:
- с. М'якоти
- с. Велика Радогощ
- с. Добрин
- с. Закриничне
- с. Мала Радогощ

## Склад ради
Рада складається з 20 депутатів та голови.
- Голова ради: Залєвський Сергій Анатолійович
- Секретар ради: Гуральчук Василь Васильович

### Керівний склад попередніх скликань
| Прізвище, ім'я, по батькові    | Основні відомості                                                                           | Дата обрання | Дата звільнення |
| ------------------------------ | ------------------------------------------------------------------------------------------- | ------------ | --------------- |
| Дем'янчук Валерій Федорович    | Сільський голова, 1957 року народження, безпартійний                                        | 26.03.2006   | 01.10.2008      |
| Залєвський Сергій Анатолійович | Сільський голова, 1977 року народження, освіта середня спеціальна, член партії Єдиний Центр | 15.03.2009   | 31.10.2010      |
| Залєвський Сергій Анатолійович | Сільський голова, 1977 року народження, освіта середня спеціальна, член Партії регіонів     | 31.10.2010   |                 |

Примітка: таблиця складена за даними сайту Верховної Ради України

### Депутати
За результатами місцевих виборів 2010 року депутатами ради стали:

#### За суб'єктами висування
| Суб'єкт висування                 | Кількість обраних депутатів | %  |
| --------------------------------- | --------------------------- | -- |
| Самовисування                     | 16                          | 80 |
| Соціалістична партія України      | 2                           | 10 |
| Політична партія «Сильна Україна» | 1                           | 5  |
| Селянська партія України          | 1                           | 5  |

#### За округами
| № округу                          | Прізвище, ім'я, по батькові       | Дата визнання обраним | Освіта             | Партійна приналежність                        | Відомості про обраного депутата                        |
| --------------------------------- | --------------------------------- | --------------------- | ------------------ | --------------------------------------------- | ------------------------------------------------------ |
| Політична партія «Сильна Україна» |                                   |                       |                    |                                               |                                                        |
| 19                                | Федорчук Юрій Іванович            | 03.11.2010            | вища               | член Політичної партії «Сильна Україна»       | пенсіонер                                              |
| Селянська партія України          |                                   |                       |                    |                                               |                                                        |
| 6                                 | Вільбовець Володимир Петрович     | 15.11.2010            | вища               | член Селянської партії України                | тимчасово не працює                                    |
| Соціалістична партія України      |                                   |                       |                    |                                               |                                                        |
| 12                                | Вольська Ганна Володимирівна      | 03.11.2010            | середня            | член Соціалістичної партії України            | с. Мала Радогощ поштове відділення зв'язку, листоноша  |
| 15                                | Шулик Лариса Миколаївна           | 03.11.2010            | середня спеціальна | член Соціалістичної партії України            | с. М'якоти с/рада, бухгалтер                           |
| Самовисування                     |                                   |                       |                    |                                               |                                                        |
| 1                                 | Лукащук Світлана Василівна        | 03.11.2010            | середня спеціальна | член Партії регіонів                          | с. М'якоти бібліотека, бібліотекар                     |
| 2                                 | Кук Олександр Васильович          | 03.11.2010            | середня            | член Партії регіонів                          | пенсіонер                                              |
| 3                                 | Гуральчук Василь Васильович       | 03.11.2010            | вища               | член Партії регіонів                          | с. М'якоти с/рада, секретар                            |
| 4                                 | Збаровський Віталій Миколайович   | 03.11.2010            | середня спеціальна | член Всеукраїнського об'єднання «Батьківщина» | с. М'якоти К-П «Відродження», лісник                   |
| 5                                 | Новак Катерина Сафронівна         | 03.11.2010            | середня спеціальна | позапартійна                                  | с. М'якоти фельдшерсько-акушерський пункт, завідувачка |
| 7                                 | Вільбовець Софія Павлівна         | 03.11.2010            | середня спеціальна | член Всеукраїнського об'єднання «Батьківщина» | пенсіонер                                              |
| 8                                 | Романюк Віктор Володимирович      | 03.11.2010            | середня спеціальна | член Партії регіонів                          | приватний підприємець                                  |
| 9                                 | Осіпов Леонід Миколайович         | 03.11.2010            | середня спеціальна | позапартійний                                 | М'якотівська загальноосвітня школа, завгосп            |
| 10                                | Петровський Валерій Олександрович | 03.11.2010            | середня спеціальна | член Партії регіонів                          | с. М'якоти К-П «Відродження», директор                 |
| 11                                | Марчук Олександр Антонович        | 03.11.2010            | вища               | позапартійний                                 | м. Ізяслав колонія № 58, юрисконсульт                  |
| 13                                | Колодяжна Надія Петрівна          | 03.11.2010            | середня            | член Всеукраїнського об'єднання «Батьківщина» | с. Закреничне, завклуб                                 |
| 14                                | Бондарчук Микола Іванович         | 10.01.2011            | середня спеціальна | позапартійний                                 | тимчасово не працює                                    |
| 16                                | Хрипонюк Галина Миколаївна        | 03.11.2010            | середня            | позапартійна                                  | тимчасово не працює                                    |
| 17                                | Сідлецький Петро Борисович        | 03.11.2010            | вища               | позапартійний                                 | тимчасово не працює                                    |
| 18                                | Шулик Микола Олександрович        | 03.11.2010            | вища               | член Партії регіонів                          | М'якотівська загальноосвітня школа, охоронець          |
| 20                                | Близнюк Інна Олександрівна        | 03.11.2010            | середня            | член Партії регіонів                          | тимчасово не працює                                    |